# Mathieu Peybernes
Mathieu-Philippe Peybernes (ur. 21 października 1990 w Tuluzie) – francuski piłkarz grający na pozycji środkowego obrońcy w cypryjskim klubie Apollon Limassol.

## kariera klubowa
Od 2004 szkolił się w szkółce piłkarskiej FC Sochaux-Montbéliard. W Ligue 1 zadebiutował 2 maja 2010 w meczu przeciwko Stade Rennais.
3 lipca 2014 roku podpisał  kontrakt z pierwszoligowym SC Bastia. W 2017 przeszedł do FC Lorient i był z niego wypożyczany do Göztepe SK i KAS Eupen.
| Sezon     | Klub           | Kraj      | Rozgrywki        | Mecze | Bramki | Rozgrywki Europy | Mecze | Bramki |
| --------- | -------------- | --------- | ---------------- | ----- | ------ | ---------------- | ----- | ------ |
| 2009/2010 | FC Sochaux     | Francja   | Ligue 1          | 1     | 0      | -                | -     | -      |
| 2010/2011 | FC Sochaux     | Francja   | Ligue 1          | 8     | 0      | -                | -     | -      |
| 2011/2012 | FC Sochaux     | Francja   | Ligue 1          | 28    | 1      | Liga Europy UEFA | 1     | 0      |
| 2012/2013 | FC Sochaux     | Francja   | Ligue 1          | 25    | 0      | -                | -     | -      |
| 2013/2014 | FC Sochaux     | Francja   | Ligue 1          | 15    | 0      | -                | -     | -      |
| 2014/2015 | SC Bastia      | Francja   | Ligue 1          | 30    | 0      | -                | -     | -      |
| 2015/2016 | SC Bastia      | Francja   | Ligue 1          | 25    | 0      | -                | -     | -      |
| 2016/2017 | SC Bastia      | Francja   | Ligue 1          | 19    | 0      | -                | -     | -      |
| 2016/2017 | SC Bastia      | Francja   | Ligue 1          | 18    | 0      | -                | -     | -      |
| 2017/2018 | Göztepe SK     | Turcja    | Süper Lig        | 9     | 0      | -                | -     | -      |
| 2018/2019 | Sporting Gijón | Hiszpania | Segunda División | 26    | 1      | -                | -     | -      |

Stan na: 25 lipca 2019